# 비즈니스 베이

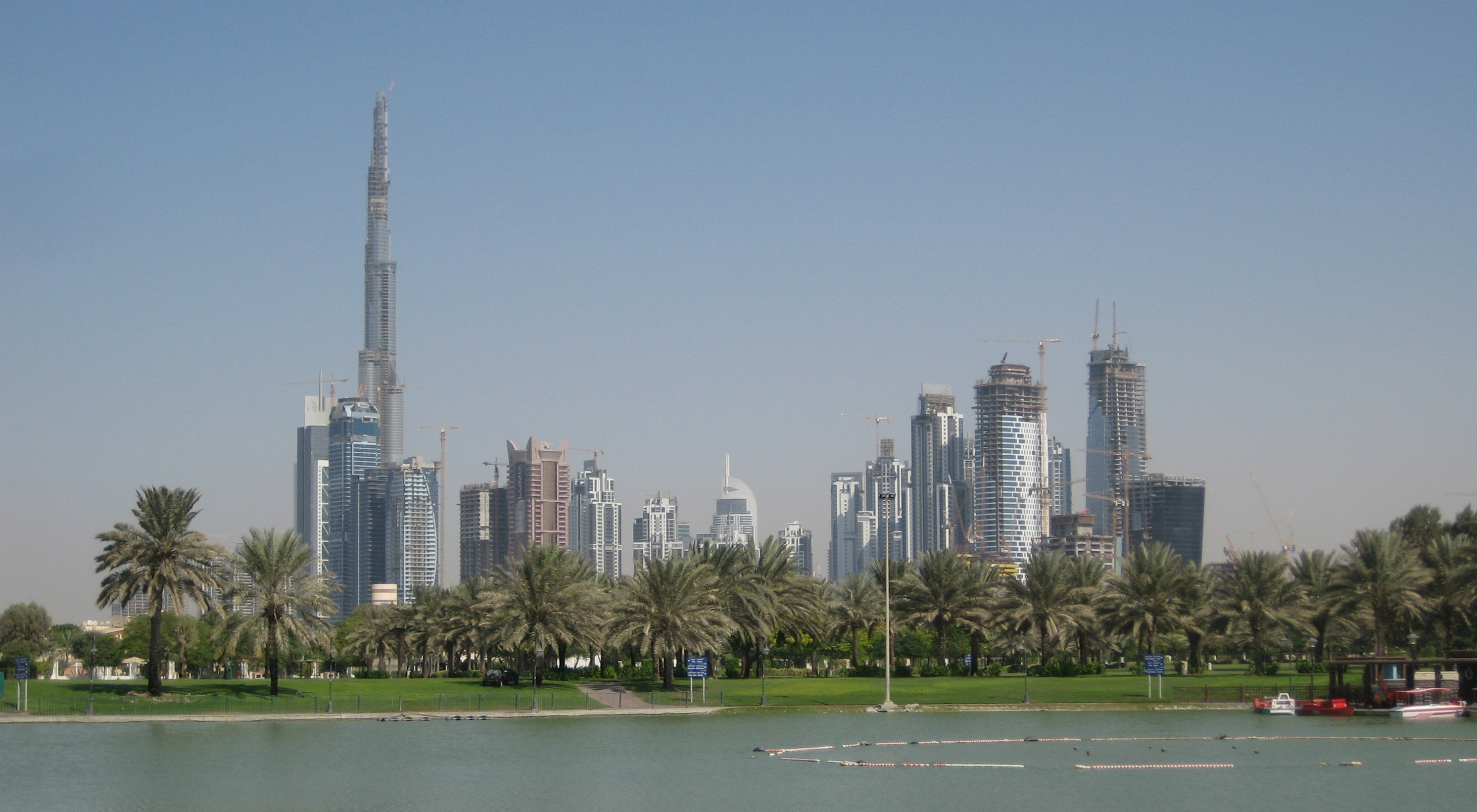
비즈니스 베이

비즈니스 베이(아랍어: الخليج التجاري, 영어: Business Bay)는 아랍에미리트 두바이에 건설중인 새로운 비즈니스 구역이다. 구시가를 관통하는 강인 두바이 크릭을 만들고 그에 따라 거리 만들기가 진행되고있다. 상업 시설 등 230채가 건설될 계획이다.